# Staustufe Trier

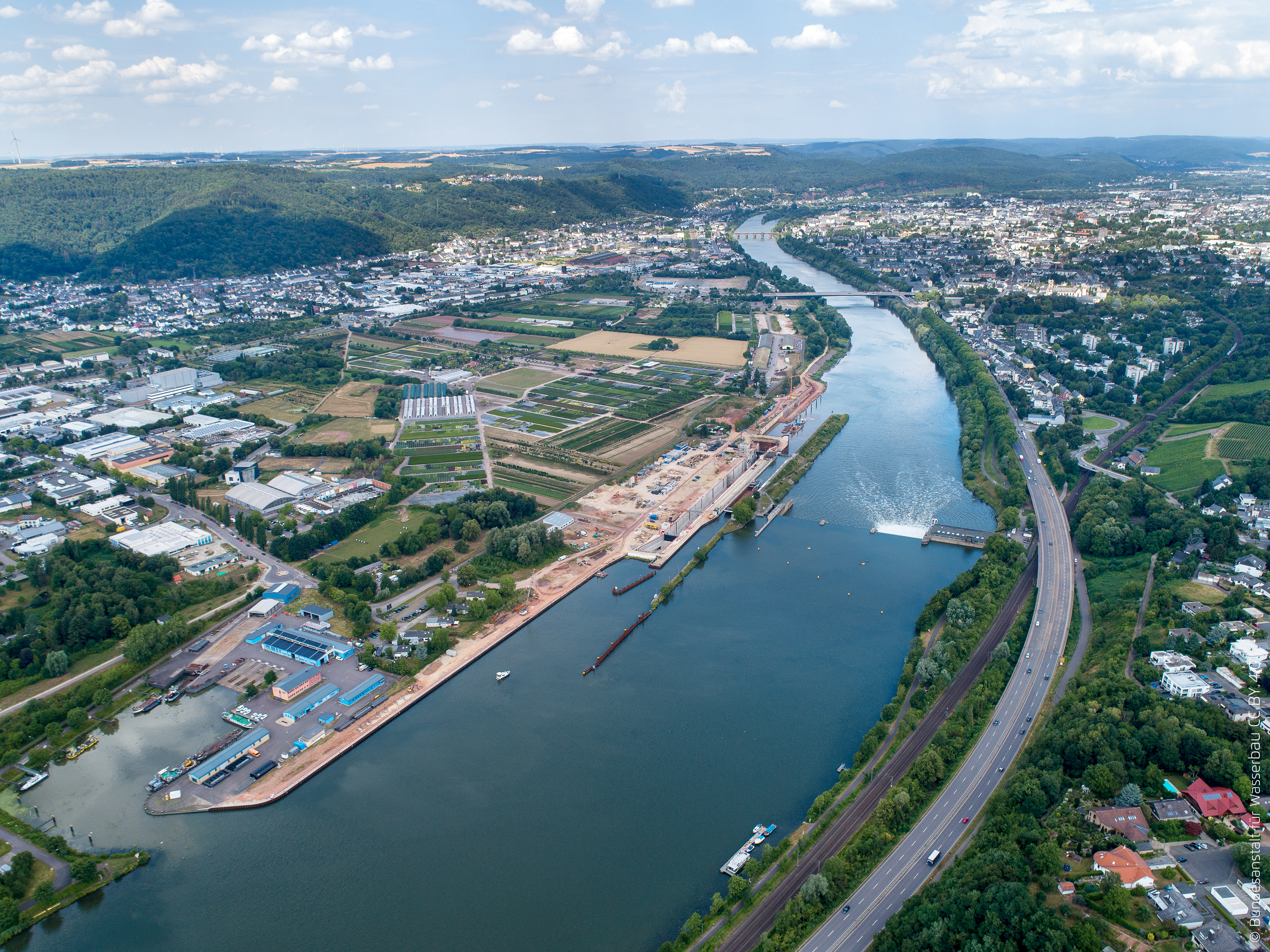
Staustufe Trier (2018)

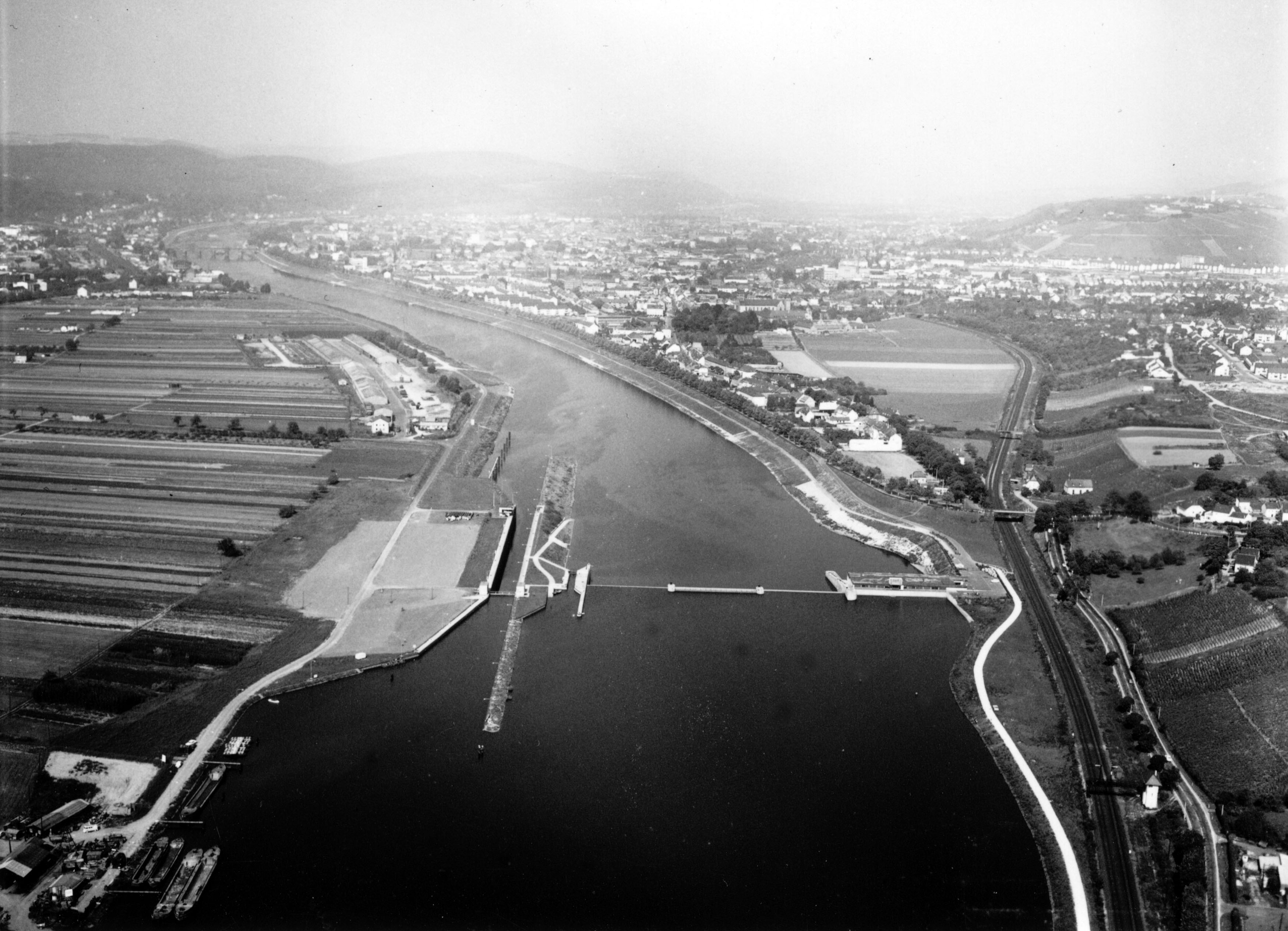
Staustufe Trier (1961)

Die Staustufe Trier in der kreisfreien Stadt Trier an der Mosel in Rheinland-Pfalz liegt zwischen den Staustufen Grevenmacher-Wellen und Detzem.
Die Staustufe Trier gehört zur Gemarkung Trier-Euren, das angeschlossene Moselkraftwerk zur Gemarkung Sankt Matthias (Trier-Feyen).
Die Staustufe wurde 1964 in Betrieb genommen und steht unter der Verwaltung des Wasserstraßen- und Schifffahrtsamtes Mosel-Saar-Lahn.
Sie liegt am Mosel-km 195,76 und die Stauhaltung hat eine Länge von 17,07 km.
Das Stauziel über NHN beträgt 130,25 m und die Fallhöhe 7,25 m.
Die erste Schiffsschleuse hat die Ausmaße 170 mal 12 Meter, die zweite 210 mal 12,50 Meter, die Bootsschleuse misst 18 mal 3,30 Meter.
Die Staustufe ist mit einer Fischtreppe ausgestattet.
Das angeschlossene Moselkraftwerk Trier ist ein Laufwasserkraftwerk aus dem Jahre 1961 mit einer Leistung von 18,8 Megawatt. Es wird betrieben von der RWE Generation Hydro.
Die erste Leitzentrale an der Mosel und die zweite Schleusenkammer in Trier wurden 2021 eröffnet.